# Teoría musical

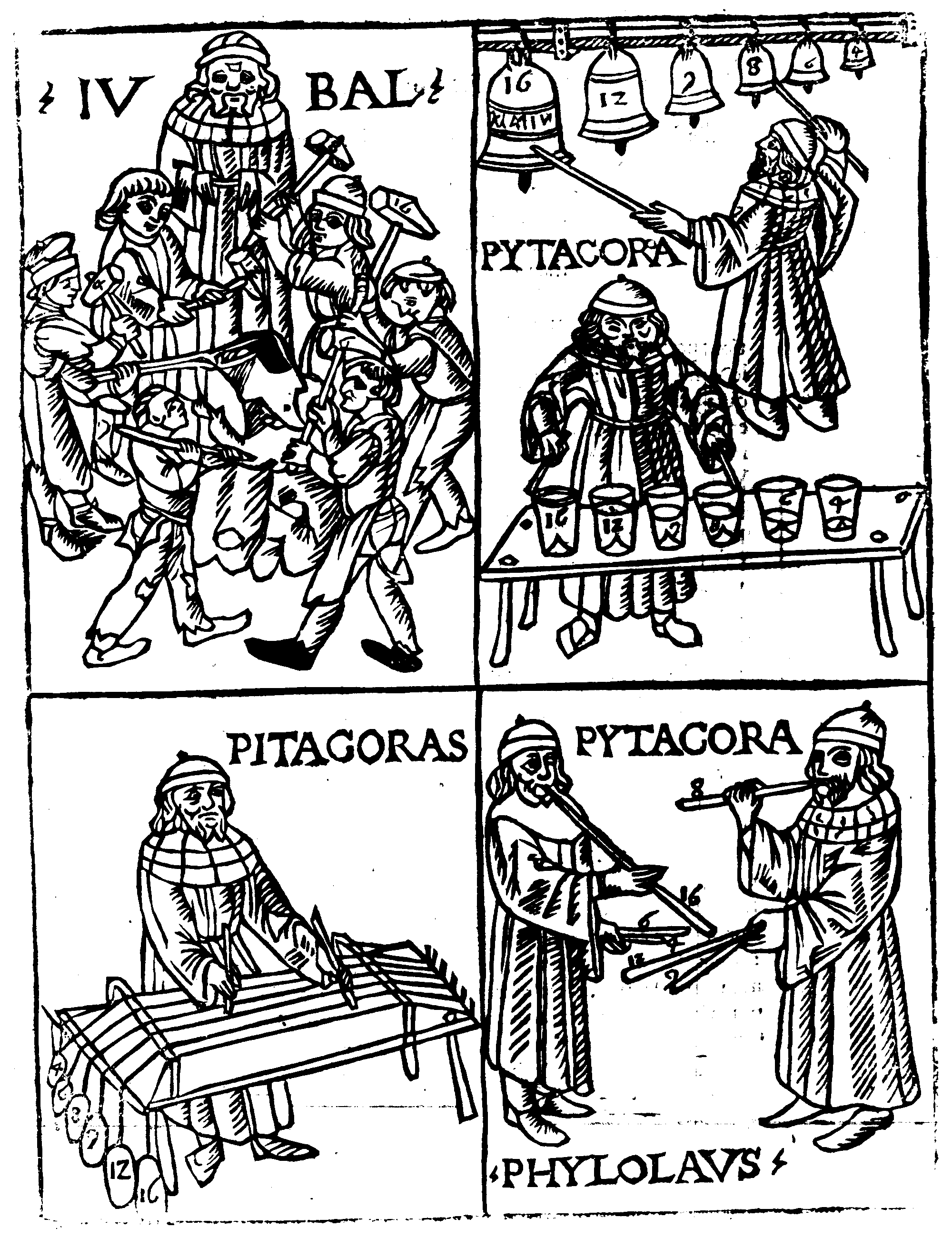
Jubal, Pitágoras y Filolao realizando investigaciones teóricas, en una talla en madera de Franchinus Gaffurius, Theorica musicæ (1492).

La teoría musical es un campo de estudio que tiene por objeto la investigación de los diversos elementos de la música, entre ellos el desarrollo y la metodología para analizar, escuchar, comprender y componer música.  The Oxford Dictionary of Music describe tres aspectos interrelacionados:
- El primero se refiere a los denominados “rudimentos” musicales, que en la enseñanza se reducen a los elementos de notación como armaduras, indicadores de compás, valores rítmicos y demás. De acuerdo con esto, la teoría se considera parte indispensable para el estudio de la armonía, el contrapunto y la forma musical.
- El segundo se refiere al estudio de los escritos musicales de la antigüedad hasta nuestros días (estética, notación, acústica, diseño de instrumentos musicales, prácticas interpretativas, etcétera).
- El tercer aspecto se refiere al campo de los estudios musicológicos, que persiguen una definición de los procesos y principios generales de la música, un área de investigación que puede diferenciarse del análisis al tomar como punto de partida no la obra o la interpretación individual, sino los materiales fundamentales que la conforman.

La teoría musical suele ocuparse de describir cómo los músicos y compositores hacen música, incluyendo los sistemas de afinación y los métodos de composición, entre otros temas. Debido a la concepción cada vez más amplia de lo que constituye la música, una definición más inclusiva podría ser la consideración de cualquier fenómeno sonoro, incluido el silencio. Sin embargo, esta no es una pauta absoluta; por ejemplo, el estudio de la "música" en el plan de estudios universitario de artes liberales Quadrivium, que era común en la Europa medieval, era un sistema abstracto de proporciones que se estudiaba cuidadosamente a distancia de la práctica musical real. Pero esta disciplina medieval se convirtió en la base de los sistemas de afinación en siglos posteriores y generalmente se incluye en los estudios modernos sobre la historia de la teoría musical.
La teoría musical como disciplina práctica abarca los métodos y conceptos que los compositores y otros músicos utilizan para crear música. El desarrollo, la conservación y la transmisión de la teoría musical en este sentido pueden encontrarse en las tradiciones musicales orales y escritas, en los instrumentos musicales y en otros artefactos. Por ejemplo, los instrumentos antiguos procedentes de yacimientos prehistóricos de todo el mundo revelan detalles sobre la música que producían y, potencialmente, algo de la teoría musical que podrían haber utilizado sus creadores (véase Historia de la música e instrumento musical). En las culturas antiguas y vivas de todo el mundo, las profundas y largas raíces de la teoría musical son visibles en los instrumentos, las tradiciones orales y la creación musical actual. Muchas culturas también han considerado la teoría musical de manera más formal, como los tratados escritos y la notación musical. Las tradiciones prácticas y académicas se solapan, ya que muchos tratados prácticos sobre música se inscriben en una tradición de otros tratados, que se citan regularmente al igual que los escritos académicos citan investigaciones anteriores.
En el mundo académico moderno, la teoría musical es un subcampo de la musicología, el estudio más amplio de las culturas y la historia de la música. Etimológicamente, teoría musical, es un acto de contemplación de la música, de la palabra griega θεωρία, que significa un mirar, un ver; una contemplación, especulación, teoría; una vista, un espectáculo. Como tal, suele ocuparse de aspectos musicales abstractos como la afinación y los sistemas tonales, las escalas, la consonancia y la disonancia, y las relaciones rítmicas. Además, también hay un cuerpo de teoría que se refiere a aspectos prácticos, como la creación o la interpretación de la música, la orquestación, la ornamentación, la improvisación y la producción de sonido electrónico. Una persona que investiga o enseña teoría musical es un teórico de la música. Se requiere un estudio universitario, normalmente hasta el nivel de MA o doctorado, para enseñar como teórico musical titular en una universidad estadounidense o canadiense. Los métodos de análisis incluyen las matemáticas, el análisis gráfico y, especialmente, el análisis que permite la notación musical occidental. También se utilizan métodos comparativos, descriptivos, estadísticos y otros. Los libros de texto de teoría musical, especialmente en los Estados Unidos de América, suelen incluir elementos de acústica musical, consideraciones de notación musical y técnicas de composición (armonía y contrapunto), entre otros temas.
Una persona especializada en teoría musical es un teórico musical.

## Industria musical
Es posible rastrear el enfoque teórico de la música hasta la más remota antigüedad. En las civilizaciones cultas se cuenta fundamentalmente entre los factores que ayudaron a que la música se convirtiese de un hábito tradicional en un arte conscientemente estructurado. Por ello, la teoría tiene una participación específica en la música, en particular en la occidental. Sin embargo, a través de los años y sobre todo durante el siglo XIX, el concepto más general de teoría musical (su contrario: la práctica musical) experimentó una transformación que se aleja de la concepción Griega original de la "teoría" en cuanto «contemplación, examen, especulación» (del griego θεωρία, contemplación).
Actualmente en occidente, la teoría musical, junto a todo el conocimiento en torno a ella, se agrupa en el concepto global de musicología. Mientras que esta materia puede incluir cualquier declaración, creencia o concepción de lo que es la música, la teoría musical está limitada a las discusiones concernientes a los eventos sincrónicos o diacrónicos, de una o varias composiciones y de los elementos que la integran.

## Contenido
El contenido curricular de la teoría musical puede incluir elementos como la afinación, los intervalos, las escalas y acordes, el timbre, la textura, articulación y la dinámica, la forma, los sistemas de notación, etc. En un segundo nivel de apreciación, la teoría puede explicar mediante el análisis y la percepción, las técnicas empleadas en la composición musical. A través de las diferentes asignaturas, como armonía, contrapunto, etc., el estudio de la música abarca todos los conceptos relacionados con la comprensión de este arte, por medio de fórmulas, reglas y patrones desarrollados por los teóricos musicales. 
Generalmente, los trabajos de teoría musical son tanto descriptivos como prescriptivos, pues con ambos se intenta definir la práctica e influir en la práctica posterior. Así, la teoría musical se queda atrás de la práctica de importante manera, pero también apunta a la futura exploración y ejecución. De esa manera, la teoría procede de una práctica musical anterior, enfocada en un contexto educativo de formación especializada.

## Fundamentos de la música
La música se compone de fenómenos auditivos; la "teoría musical" considera cómo se aplican esos fenómenos en la música. La teoría musical considera la melodía, el ritmo, el contrapunto, la armonía, la forma, los sistemas tonales, las escalas, la afinación, los intervalos, la consonancia, la disonancia, las proporciones duracionales, la acústica de los sistemas de tono, la composición, la interpretación, la orquestación, la ornamentación, la improvisación, la producción de sonido electrónico, etc.

### Tono

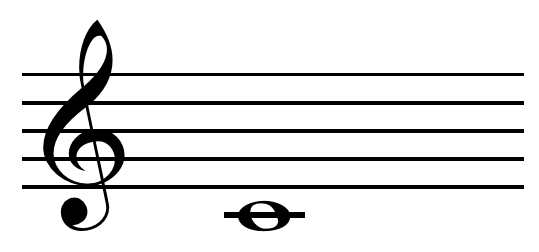
Creto medio (261,626 Hz)

El tono es la altura de un tono musical, por ejemplo, la diferencia entre el do central y el do más alto. La frecuencia de las ondas sonoras que producen un tono puede medirse con precisión, pero la percepción del tono es más compleja porque las notas individuales de fuentes naturales suelen ser una mezcla compleja de muchas frecuencias. Por ello, los teóricos suelen describir el tono como una sensación subjetiva más que una medida objetiva del sonido.
A las frecuencias específicas se les suele asignar nombres de letras. En la actualidad, la mayoría de las orquestas asignan el La de concierto (el La por encima del Do central en el piano) a la frecuencia de 440 Hz. Esta asignación es algo arbitraria; por ejemplo, en la Francia de 1859, el mismo La estaba afinado a 435 Hz. Estas diferencias pueden tener un efecto notable en el timbre de los instrumentos y otros fenómenos. Por ello, en la interpretación histórica de la música antigua, la afinación suele ajustarse a la utilizada en la época en que se escribió. Además, muchas culturas no intentan estandarizar la afinación, ya que a menudo consideran que debe permitirse que varíe en función del género, el estilo, el estado de ánimo, etc.
La diferencia de afinación entre dos notas se denomina intervalo. El intervalo más básico es el unísono, que es simplemente dos notas del mismo tono. El intervalo de octava son dos tonos que son el doble o la mitad de la frecuencia del otro. Las características únicas de las octavas dieron lugar al concepto de clase de tono: los tonos con el mismo nombre de letra que aparecen en diferentes octavas pueden agruparse en una única "clase" ignorando la diferencia de octava. Por ejemplo, un Do alto y un Do bajo son miembros de la misma clase de tono, la clase que contiene todos los Do.
Los sistemas de afinación musical, o temperamentos, determinan el tamaño preciso de los intervalos. Los sistemas de afinación varían mucho dentro y entre las culturas del mundo. En la cultura occidental, han existido durante mucho tiempo varios sistemas de afinación que compiten entre sí, todos con diferentes cualidades. A nivel internacional, el sistema conocido como temperamento igual es el más utilizado hoy en día porque se considera el compromiso más satisfactorio que permite que los instrumentos de afinación fija (por ejemplo, el piano) suenen aceptablemente afinados en todas las teclas.

### Escalas y modos

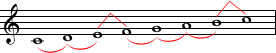
Un patrón de pasos enteros y medios en el modo jónico o escala mayor en C

Las notas pueden disponerse en una variedad de escalas y modos. La teoría musical occidental suele dividir la octava en una serie de doce tonos, llamada escala cromática, dentro de la cual el intervalo entre tonos adyacentes se denomina medio paso, o semitono. Seleccionando tonos de este conjunto de 12 y organizándolos en patrones de semitonos y tonos enteros se crean otras escalas.
Las escalas más comunes son la mayor de siete tonos, la menor armónica, la menor melódica y la menor natural. Otros ejemplos de escalas son la escala octatónica y la pentatónica o de cinco tonos, que es común en la música folclórica y el blues. Las culturas no occidentales suelen utilizar escalas que no se corresponden con una división de la octava en doce tonos. Por ejemplo, los sistemas musicales clásicos de Otomana, Persa, India y Árabe a menudo hacen uso de múltiplos de cuartos de tono (la mitad del tamaño de un semitono, como su nombre indica), por ejemplo en segundos "neutros" (tres cuartos de tono) o terceras "neutras" (siete cuartos de tono) -normalmente no utilizan el cuarto de tono en sí mismo como un intervalo directo.
En la notación occidental tradicional, la escala utilizada en una composición suele indicarse con una armadura de clave al principio para designar los tonos que componen esa escala. A medida que la música avanza, los tonos utilizados pueden cambiar e introducir una escala diferente. La música puede ser transpuesta de una escala a otra con diversos fines, a menudo para acomodar el rango de un vocalista. Dicha transposición aumenta o disminuye el rango de tono general, pero conserva las relaciones interválicas de la escala original. Por ejemplo, la transposición de la tonalidad de Do mayor a Re mayor eleva todos los tonos de la escala de Do mayor por igual en un tono entero. Dado que las relaciones de intervalo no cambian, la transposición puede pasar desapercibida para un oyente, sin embargo, otras cualidades pueden cambiar notablemente porque la transposición cambia la relación del extensión general de los tonos en comparación con el rango de los instrumentos o voces que interpretan la música. Esto suele afectar al sonido general de la música, además de tener implicaciones técnicas para los intérpretes.
La interrelación de las tonalidades más utilizadas en la música tonal occidental se muestra convenientemente mediante el círculo de quintas. A veces también se conciben firmas de clave únicas para una composición concreta. Durante el período barroco, las asociaciones emocionales con claves específicas, conocidas como la doctrina de los afectos, fueron un tema importante en la teoría musical, pero las coloraciones tonales únicas de las claves que dieron lugar a esa doctrina fueron borradas en gran medida con la adopción del temperamento igual. Sin embargo, muchos músicos siguen considerando que ciertas claves son más apropiadas para ciertas emociones que otras. La teoría de la música clásica india sigue asociando fuertemente las claves con los estados emocionales, las horas del día y otros conceptos extramusicales y, notablemente, no emplea el temperamento igual.

### Consonancia y disonancia
Consonancia y disonancia son cualidades subjetivas de la sonoridad de los intervalos que varían mucho en las diferentes culturas y a lo largo de los tiempos. La consonancia (o concordia) es la cualidad de un intervalo o acorde que parece estable y completo en sí mismo. La disonancia (o discordia) es lo contrario, ya que parece incompleta y "quiere" resolverse en un intervalo consonante. Los intervalos disonantes parecen chocar. Los intervalos consonantes parecen sonar cómodos juntos. Normalmente, las cuartas, quintas y octavas perfectas y todas las terceras y sextas mayores y menores se consideran consonantes. Todos los demás son disonantes en mayor o menor grado.
El contexto y muchos otros aspectos pueden afectar a la disonancia y consonancia aparentes. Por ejemplo, en un preludio de Debussy, una segunda mayor puede sonar estable y consonante, mientras que el mismo intervalo puede sonar disonante en una fuga de Bach. En el período de la práctica común, la cuarta perfecta se considera disonante cuando no está apoyada por una tercera o quinta inferior. Desde principios del siglo XX, el concepto de Arnold Schoenberg de disonancia "emancipada", en el que los intervalos tradicionalmente disonantes pueden ser tratados como consonancias "más altas", más remotas, ha sido más ampliamente aceptado.

### Ritmo

Niveles métricos: nivel de compás mostrado en el centro con niveles de división por encima y múltiples niveles por debajo.

El ritmo se produce por la disposición secuencial de sonidos y silencios en el tiempo. El metro mide la música en agrupaciones regulares de pulsos, llamadas medidas o compases. La signatura de tiempo o signatura de metro especifica cuántos tiempos hay en un compás, y qué valor de nota escrita se cuenta o se siente como un solo tiempo.
Mediante el aumento de la acentuación, o variaciones en la duración o la articulación, se pueden acentuar determinados tonos. En la mayoría de las tradiciones musicales existen convenciones para la acentuación regular y jerárquica de los tiempos con el fin de reforzar un determinado compás. Los ritmos de síncopa contradicen esas convenciones acentuando partes inesperadas del compás. La ejecución simultánea de ritmos en más de un compás se denomina polirritmia.
En los últimos años, el ritmo y el metro se han convertido en un área importante de investigación entre los estudiosos de la música. Los más citados de estos estudiosos recientes son Maury Yeston, Fred Lerdahl y Ray Jackendoff, Jonathan Kramer, y Justin London.

### Melodía

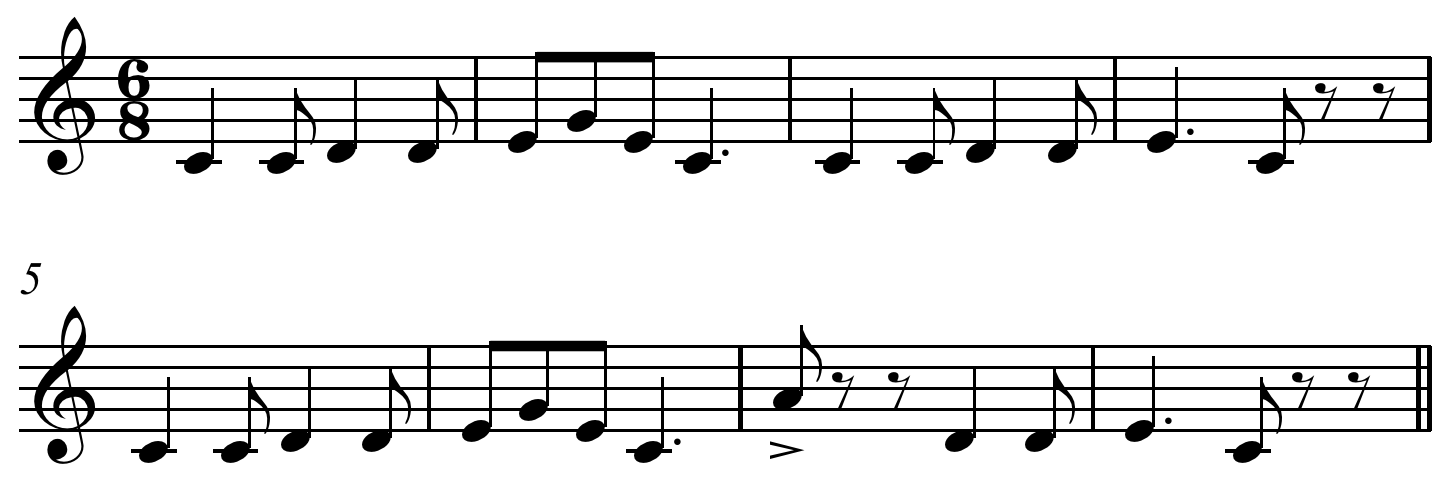
"Pop Goes the Weasel" melodía.Archivo:Pop Goes the Weasel.ogg.

Una melodía es una serie de tonos percibidos como una entidad, que suenan en sucesión y que típicamente se mueven hacia un clímax de tensión para luego resolverse en un estado de reposo. Debido a que la melodía es un aspecto tan prominente en gran parte de la música, su construcción y otras cualidades son un interés primordial de la teoría musical.
Los elementos básicos de la melodía son el tono, la duración, el ritmo y el tempo. Los tonos de una melodía suelen proceder de sistemas de afinación como la escalas o el modos. La melodía puede consistir, en grado creciente, en la figura, el motivo, la semifrase, la frase antecedente y consecuente, y el período o frase. El período puede considerarse la melodía completa, sin embargo algunos ejemplos combinan dos períodos, o utilizan otras combinaciones de constituyentes para crear melodías de forma más amplia.

### Acorde

C major triad represented in staff notation.
in just intonation
en Equal temperament
in 1/4-comma meantone
in Young temperament
in Pythagorean tuning

En la música un acorde es un conjunto armónico de tres o más notas musicales que se escucha como sonando de manera simultánea.: pp. 67, 359 : p. 63  No es estrictamente necesario que se toque juntas: los arpeggios y acordes quebrados pueden, por numerosos aspectos prácticos y teóricos, constituir acordes. Los acordes y secuencias de acordes a menudo son utilizados frecuentemente en música moderna occidental, del oeste de África, y Oceanía, mientras que están ausentes en la música de muchas otras partes del mundo.: p. 15 
Los acordes más frecuentes son las tríadas, llamadas así porque constan de tres notas distintas: se pueden añadir más notas para dar acordes de séptimas, acordes extendidos o acordes de tono añadidos. Los acordes más comunes son el acorde mayor y el acorde menor. tríadas y luego la aumentada y disminuida. Las descripciones mayor, menor, aumentada y disminuida a veces se denominan colectivamente calidad de los acordes. Los acordes también son comúnmente clasificados por su nota raíz -así, por ejemplo, el acorde Do mayor puede ser descrito como una tríada de calidad mayor construida sobre la nota Do. Los acordes también pueden clasificarse por inversión, el orden en el que se apilan las notas.
Una serie de acordes se denomina progresión armónica. Aunque cualquier acorde puede, en principio, ser seguido por cualquier otro acorde, ciertos patrones de acordes han sido aceptados como el establecimiento de clave en armonía de práctica común. Para describir esto, los acordes se numeran, utilizando números romanos (hacia arriba desde la nota clave), por su función diatónica. Formas comunes de anotar o representar acordes en la música occidental distintas de la notación de pentagrama convencional incluyen números romanos, bajo cifrado (muy utilizado en la época barroca), letra de acordes (a veces utilizados en la musicología moderna), y varios sistemas de tabla de acordes que se encuentran típicamente en las hojas de instrucciones utilizadas en música popular para establecer la secuencia de acordes para que el músico pueda tocar los acordes de acompañamiento o improvisar un solo.

### Armonía

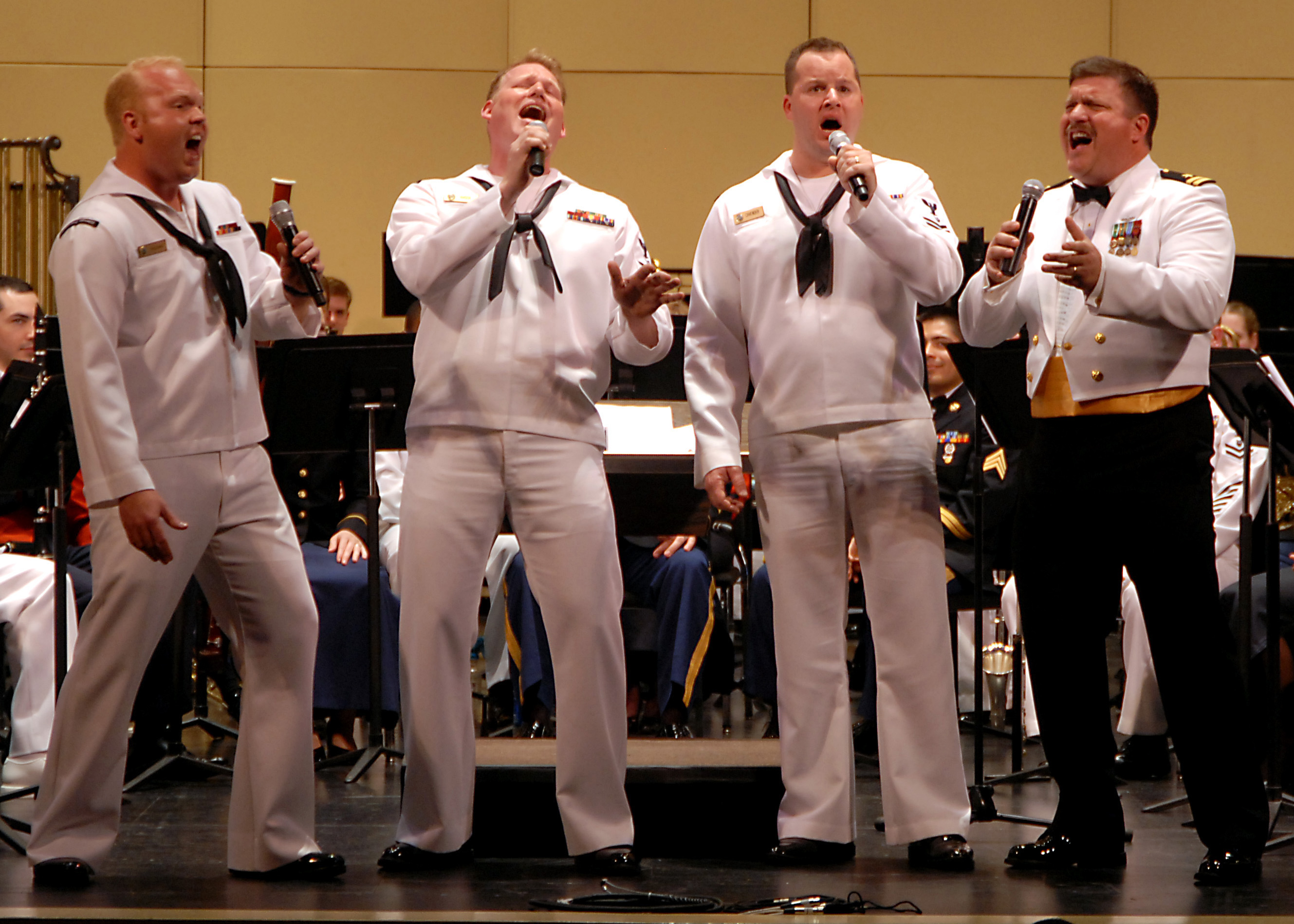
Los cuartetos de barbería, como este grupo de la US Navy, cantan piezas a 4 voces, compuestas por una línea melódica (normalmente la segunda voz más alta, llamada "lead") y 3 partes armónicas.

En música, la armonía es el uso de pitches simultáneos (tonos, notas), o acordes.: p. 15  El estudio de la armonía comprende acordes y su construcción y progresiones de acordes y los principios de conexión que los gobiernan. A menudo se dice que la armonía se refiere al aspecto "vertical" de la música, en contraposición a la línea melódica, o aspecto "horizontal". El contrapunto, que se refiere al entrelazamiento de las líneas melódicas, y la polifonía, que se refiere a la relación de voces independientes separadas, se distingue así a veces de la armonía.
En las armonías populares y de jazz, los acordes se nombran por su raíz más varios términos y caracteres que indican sus cualidades. Por ejemplo, en una hoja de instrucciones se pueden indicar acordes como Do mayor, Re menor y Sol de séptima dominante. En muchos tipos de música, sobre todo en la barroca, la romántica, la moderna y el jazz, los acordes se suelen aumentar con "tensiones". Una tensión es un miembro adicional del acorde que crea un intervalo relativamente disonante en relación con el bajo. Forma parte de un acorde, pero no es uno de los tonos del mismo (1 3 5 7). Normalmente, en el período de práctica común clásico un acorde disonante (acorde con tensión) "resuelve" a un acorde consonante. La armonización suele sonar agradable al oído cuando hay un equilibrio entre los sonidos consonantes y disonantes. En palabras sencillas, eso ocurre cuando hay un equilibrio entre momentos "tensos" y "relajados".

### Timbre

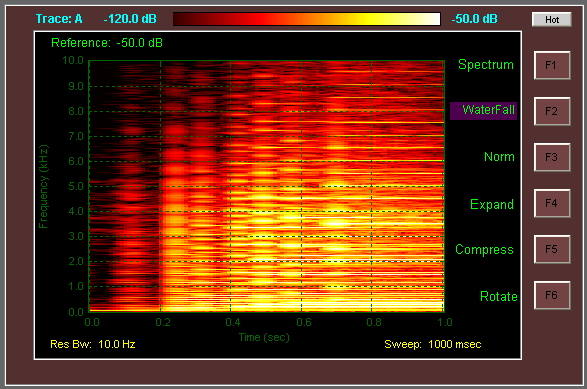
Espectrograma del primer segundo de un acorde E9 tocado en una guitarra Fender Stratocaster con pastillas sin ruido. Abajo está el audio del acorde E9:
Archivo:9577 Guitarz1970 Clean E9 Guitar Chord (Mike Tribulas).ogg

El timbre, a veces llamado "color", o "color del tono", es el fenómeno principal que nos permite distinguir un instrumento de otro cuando ambos tocan al mismo tono y volumen, una cualidad de una voz o instrumento que a menudo se describe con términos como brillante, apagado, estridente, etc. Tiene un gran interés en la teoría musical, sobre todo porque es un componente de la música que todavía no tiene una nomenclatura estandarizada. Se le ha llamado"... la categoría multidimensional de la papelera de los psicoacústicos para todo lo que no puede ser etiquetado como tono o sonoridad", pero puede ser descrito y analizado con precisión por el análisis de Fourier y otros métodos porque es el resultado de la combinación de todas las frecuencias, envolventes de ataque y liberación, y otras cualidades que comprende un tono.
El timbre está determinado principalmente por dos cosas: (1) el equilibrio relativo de los sobretonos producidos por un instrumento dado debido a su construcción (por ejemplo, forma, material), y (2) la envoltura del sonido (incluyendo los cambios en la estructura de los sobretonos con el tiempo). El timbre varía mucho entre distintos instrumentos y voces y, en menor medida, entre instrumentos del mismo tipo debido a las variaciones en su construcción y, sobre todo, a la técnica del intérprete. El timbre de la mayoría de los instrumentos puede modificarse empleando diferentes técnicas al tocar. Por ejemplo, el timbre de una trompeta cambia cuando se inserta una sordina en la campana, el intérprete cambia su embocadura o el volumen.
Una voz puede cambiar su timbre por la forma en que el intérprete manipula su aparato vocal, (por ejemplo, la forma de la cavidad vocal o la boca). La notación musical especifica con frecuencia la alteración del timbre mediante cambios en la técnica de sonido, el volumen, el acento y otros medios. Estos se indican de diversas maneras mediante instrucciones simbólicas y verbales. Por ejemplo, la palabra dolce (dulcemente) indica un timbre no específico, pero comúnmente entendido como suave y "dulce". Sul tasto indica a un músico de cuerda que se incline cerca o por encima del diapasón para producir un sonido menos brillante. Cuivre indica a un músico de metal que produzca un sonido forzado y estridente. Los símbolos de acento como el marcato (^) y las indicaciones dinámicas (pp) también pueden indicar cambios en el timbre.

#### Dinámica

Ilustración de horquillas en notación musical.

En música, "dinámica" se refiere normalmente a las variaciones de intensidad o volumen, tal y como pueden medir los físicos y los ingenieros de audio en decibelios o fons. Sin embargo, en la notación musical, las dinámicas no se tratan como valores absolutos, sino como valores relativos. Dado que suelen medirse de forma subjetiva, hay factores, además de la amplitud, que afectan a la interpretación o a la percepción de la intensidad, como el timbre, el vibrato y la articulación.
Las indicaciones convencionales de dinámica son abreviaturas de palabras italianas como forte (f) para fuerte y piano (p) para suave. Estas dos anotaciones básicas se modifican con indicaciones como mezzo piano (mp) para un ataque moderadamente suave (literalmente "medio suave") y mezzo forte (mf) para un ataque moderadamente fuerte, sforzando o sforzato (sfz) para un ataque sobrecogedor o "empujado", o fortepiano (fp) para un ataque fuerte con una disminución repentina hasta un nivel suave. El rango completo de estas marcas suele oscilar entre un pianississimo casi inaudible (pppp) y un fortississimo muy fuerte (ffff).
A veces se encuentran extremos mayores como pppppp y fffff y matices como p+ o più piano. También se utilizan otros sistemas para indicar el volumen, tanto en la notación como en el análisis: dB (decibelios), escalas numéricas, notas coloreadas o de distinto tamaño, palabras en idiomas distintos del italiano y símbolos como los que indican el aumento progresivo del volumen (crescendo) o la disminución del volumen (diminuendo o decrescendo), a menudo denominados "púas" cuando se indican con líneas divergentes o convergentes, como se muestra en el gráfico anterior.

#### Articulación

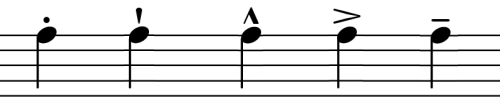
Ejemplos de marcas de articulación. De izquierda a derecha: staccato, staccatissimo, martellato, acento y tenuto.

La articulación es la forma en que el intérprete hace sonar las notas. Por ejemplo, el staccato es el acortamiento de la duración en comparación con el valor de la nota escrita, el legato realiza las notas en una secuencia suavemente unida y sin separación. La articulación suele describirse en lugar de cuantificarse, por lo que hay margen para interpretar cómo ejecutar con precisión cada articulación.
Por ejemplo, el staccato suele denominarse separado o separado en lugar de tener una cantidad definida o numerada en la que reducir la duración anotada. Los violinistas utilizan una variedad de técnicas para realizar diferentes calidades de staccato. La forma en que un intérprete decide ejecutar una determinada articulación suele basarse en el contexto de la pieza o frase, pero muchos símbolos de articulación e instrucciones verbales dependen del instrumento y del período musical (por ejemplo, viola, viento; clásico, barroco; etc.).
Hay un conjunto de articulaciones que la mayoría de los instrumentos y voces realizan en común. Son, de largo a corto: legato (suave, conectado); tenuto (presionado o tocado hasta la duración completa anotada); marcato (acentuado y separado); staccato ("separado", "separado"); martelé (muy acentuado o "martillado"). Muchas de ellas pueden combinarse para crear ciertas articulaciones "intermedias". Por ejemplo, portato es la combinación de tenuto y staccato. Algunos instrumentos tienen métodos únicos para producir sonidos, como el spicatto para las cuerdas con arco, donde el arco rebota en la cuerda.

### Textura

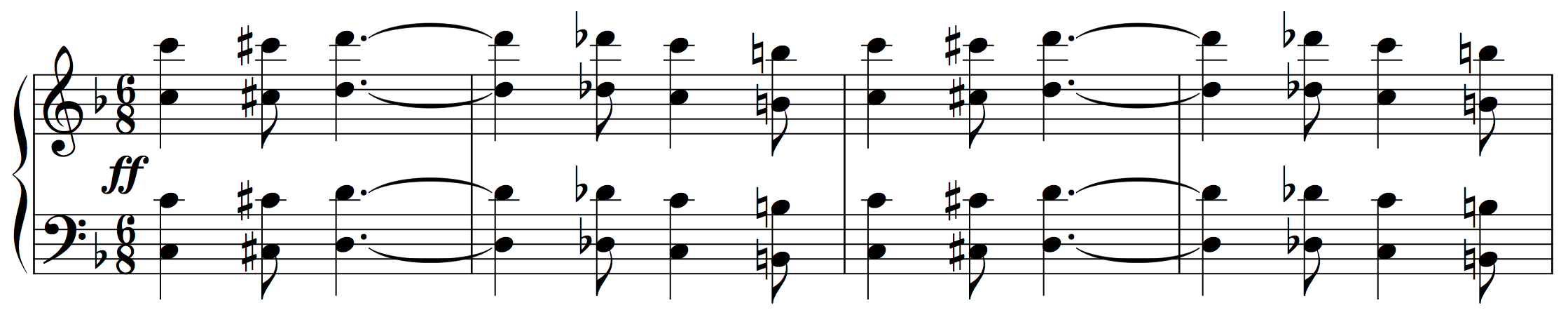
Introducción a la obra de Sousa "Washington Post March," mm. 1-7 presenta duplicación de octavas y una textura homorrítmica.Archivo:Sousa - "Washington Post March," m. 1-7.mid

En música, la textura es la forma en que se combinan los materiales melódica, ritmo y armónica en una composición, determinando así la calidad general del sonido de una pieza. La textura se describe a menudo en relación con la densidad, o el grosor, y la gama, o la anchura, entre los tonos más bajos y los más altos, en términos relativos, así como se distingue más específicamente según el número de voces, o partes, y la relación entre estas voces. Por ejemplo, una textura gruesa contiene muchas "capas" de instrumentos. Una de estas capas puede ser una sección de cuerdas, u otra de metales.
El grosor también se ve afectado por el número y la riqueza de los instrumentos que tocan la pieza. El grosor varía de ligero a grueso. Una pieza ligeramente texturizada tendrá una puntuación ligera y escasa. Una pieza de textura gruesa o pesada tendrá partituras para muchos instrumentos. La textura de una pieza puede verse afectada por el número y el carácter de las partes que se tocan a la vez, el timbre de los instrumentos o voces que tocan estas partes y la armonía, el tempo y los ritmos utilizados. Los tipos categorizados por número y relación de partes se analizan y determinan a través del etiquetado de los elementos texturales primarios: melodía primaria, melodía secundaria, melodía de apoyo paralela, apoyo estático, apoyo armónico, apoyo rítmico, y apoyo armónico y rítmico.
Entre los tipos más comunes se encuentran la textura monofónica (una sola voz melódica, como una pieza para soprano solista o flauta solista), la textura bifónica (dos voces melódicas, como un dúo para fagot y flauta en el que el fagot toca una nota zumbona y la flauta la melodía), la textura polifónica y la textura homofónica (acordes que acompañan a una melodía).

### Forma o estructura

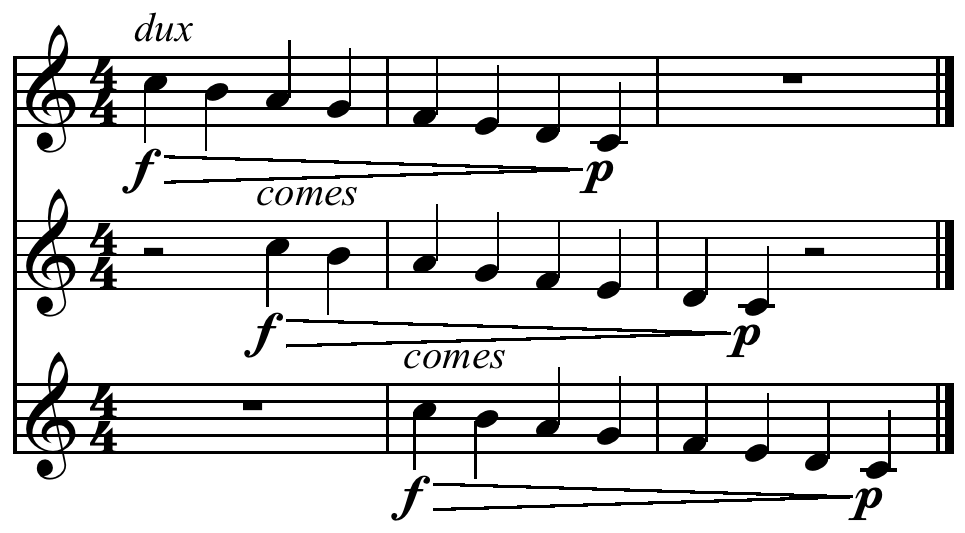
Un canon musical. La Enciclopedia Británica denomina "canon" tanto a una técnica compositiva como a una forma musical.

El término forma musical (o arquitectura musical) se refiere a la estructura o plan general de una pieza musical, y describe la disposición de una composición dividida en secciones. En la décima edición de The Oxford Companion to Music, Percy Scholes define la forma musical como "una serie de estrategias diseñadas para encontrar un medio exitoso entre los extremos opuestos de la repetición sin alivio y la alteración sin alivio". Según Richard Middleton, la forma musical es "la forma o estructura de la obra". La describe a través de la diferencia: la distancia recorrida desde una repetición; siendo esta última la diferencia más pequeña. La diferencia es cuantitativa y cualitativa: a qué distancia, y de qué tipo, diferente. En muchos casos, la forma depende de la afirmación y la restatement, la unidad y la variedad, y el contraste y la conexión.

### Expresión

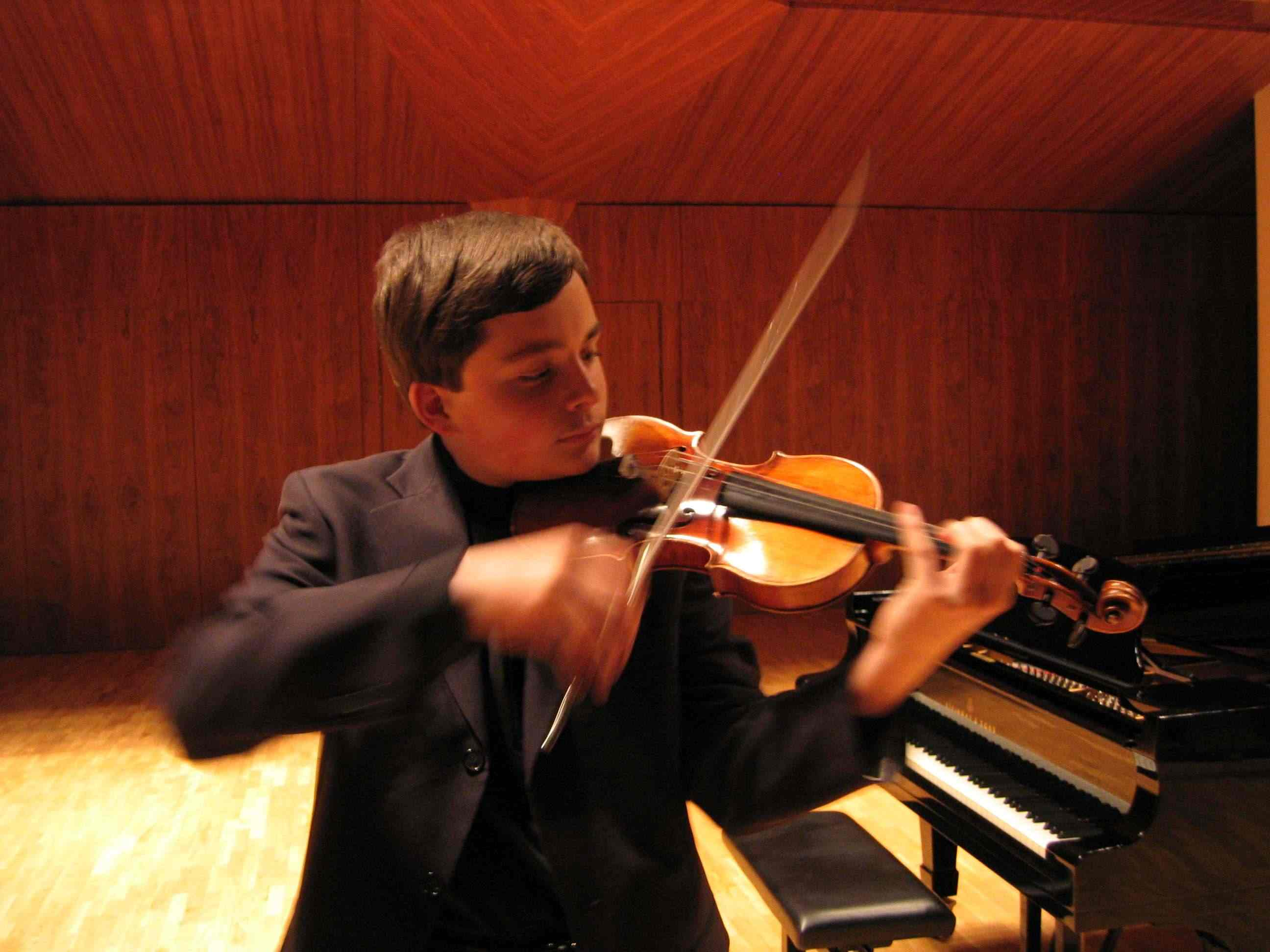
Un violinista interpretando.

La expresión musical es el arte de tocar o cantar música con comunicación emocional. Los elementos de la música que comprenden la expresión incluyen indicaciones dinámicas, como el forte o el piano, el fraseo, diferentes calidades de timbre y articulación, color, intensidad, energía y emoción. El intérprete puede incorporar todos estos recursos. El objetivo del intérprete es provocar respuestas de simpatía en el público y excitar, calmar o influir de alguna manera en las respuestas físicas y emocionales del público. A veces se piensa que la expresión musical se produce por una combinación de otros parámetros, y a veces se describe como una cualidad trascendente que es más que la suma de cantidades medibles como el tono o la duración.
La expresión en los instrumentos puede estar estrechamente relacionada con el papel de la respiración en el canto, y la capacidad natural de la voz para expresar sentimientos, sensaciones y emociones profundas. Si estos pueden ser categorizados de alguna manera es quizás el ámbito de los académicos, que ven la expresión como un elemento de la interpretación musical que encarna una emoción consistentemente reconocible, causando idealmente un respuesta emocional simpática en sus oyentes. El contenido emocional de la expresión musical es distinto del contenido emocional de los sonidos específicos (por ejemplo, un "bang" asombrosamente fuerte) y de las asociaciones aprendidas (por ejemplo, un himno nacional), pero rara vez puede separarse completamente de su contexto.
Los componentes de la expresión musical siguen siendo objeto de una amplia y no resuelta disputa.

### Notación musical

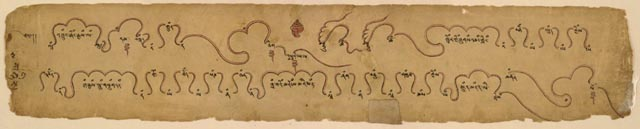
Notación musical tibetana del.

La notación musical es la representación escrita o simbolizada de la música. La mayoría de las veces se realiza mediante el uso de símbolos gráficos comúnmente entendidos e instrucciones verbales escritas y sus abreviaturas. Existen muchos sistemas de notación musical de diferentes culturas y épocas. La notación tradicional occidental evolucionó durante la Edad Media y sigue siendo un área de experimentación e innovación.En la década de 2000, los formatos de archivo informáticos también han cobrado importancia. El lenguaje hablado y signos de mano también se utilizan para representar simbólicamente la música, principalmente en la enseñanza.
En la notación musical occidental estándar, los tonos se representan gráficamente mediante símbolos (notas) colocados en un pentagrama o pentagramas, cuyo eje vertical corresponde al tono y el horizontal al tiempo. Las formas de las cabezas de las notas, las plicas, las banderas, las ligaduras y los puntos se utilizan para indicar la duración. Otros símbolos indican las tonalidades, las dinámicas, los acentos, los silencios, etc. Las instrucciones verbales del director suelen utilizarse para indicar el tempo, la técnica y otros aspectos.
En la música occidental se utilizan distintos sistemas de notación musical. En la música clásica occidental, los directores utilizan partituras impresas que muestran todas las partes de los instrumentos y los miembros de la orquesta leen las partes con sus líneas musicales escritas. En los estilos musicales populares, la notación de la música es mucho menor. Un grupo de rock puede entrar en una sesión de grabación con una simple tabla de acordes escrita a mano que indique la progresión de acordes de la canción utilizando nombres de acordes (por ejemplo, Do mayor, Re menor, Sol7, etc.). Todos los acordes, ritmos y figuras de acompañamiento son improvisados por los miembros de la banda.